# Ferruccio Baruffi

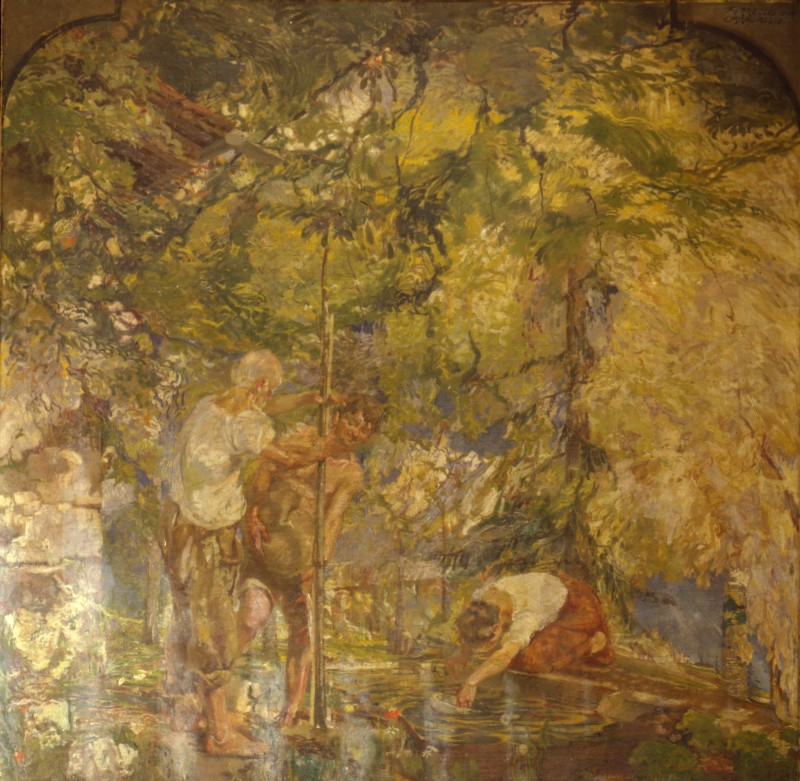
La Previdenza, 1923 (Fondazione Cariplo)

Piero Ferruccio Baruffi (Caravaggio, 23 maggio 1889 – Caravaggio, 19 ottobre 1958) è stato un pittore italiano.

## Biografia

### Infanzia ed adolescenza
Figlio di Angelo artigiano del ferro e Rosa Bacchetta, si iscrisse, all'età di quattordici anni, all'Accademia di Brera, dietro consiglio di Luigi Cavenaghi; qui frequentò i corsi di Ornato e di Pittura sotto la guida di Cesare Tallone. In questo periodo poté frequentare personaggi quali Boccioni, Bonzagni, Carpi, Carrà, Frisia, Funi e Sant'Elia.
Nel 1908 ricevette il Premio Hayez ex aequo per il Ritratto di mia nonna; sei anni dopo, nel 1914, presentò all'Esposizione Nazionale di Brera la sua opera Un padre di famiglia al tavolo.

### La Guerra e il periodo milanese
Arruolato presso il LXV reggimento, di stanza a Casalbuttano e quindi a Cremona, nel corso della prima guerra mondiale combatté al fronte presso Selletta di Dol, ma continuò comunque la propria attività; terminate le ostilità, nel 1920 si trasferì a Milano, dove aprì uno studio in via Moscova e continuò a frequentare i colleghi dell'Accademia.
Nell'aprile 1920 espose In riva al lago presso la Mostra Annuale della Permanente, e in autunno Fuoco, ferro, fumo presso l'Esposizione Nazionale di Brera; inaugurò così un periodo di forte sperimentazione del linguaggio, caratterizzato da una serie di opere di grandi dimensioni.
Nel 1922 il suo dipinto La previdenza ottenne il primo premio in un concorso d'arte indetto dalla Cassa di Risparmio delle province Lombarde; nello stesso anno presentò all'Esposizione Nazionale di Brera il dipinto Premure per il piccolo orfano, e, nel 1923, Autoritratto.

### Il periodo caravaggino
Negli anni venti Baruffi si trasferì a Caravaggio, adottando lo pseudonimo di Ferruccio da Caravaggio per analogia con i grandi maestri cittadini del Rinascimento. In questo periodo aderì con vigore al fascismo.
Risale al 1928 l'affrescatura della cupola della cappella del Famedio dei caduti di guerra, con l'opera L'esaltazione del sacrificio del fante, poi andata perduta.

### La seconda guerra mondiale
Nel 1939 Baruffi allestì la sua prima mostra personale, presso il Palazzo della Permanente di Milano; nello stesso anno partecipò alla prima edizione del Premio Cremona. Nel 1941, alla terza edizione del Premio, presentò l'opera Sole, e nel 1944 tenne una seconda mostra personale presso la galleria d'arte Vittoria di Brescia. Nel 1945 prese parte alla Mostra degli Artisti Lombardi voluta dalla Famiglia Meneghina di Milano, e alla Mostra del Premio Fra Galgario di Bergamo.
Il 19 ottobre 1958 Baruffi morì all'età di 69 anni in un incidente stradale presso Caravaggio.

### Retrospettive
Due grandi retrospettive del pittore sono state organizzate nel 1959, presso il Palazzo Comunale di Caravaggio, e nel 1974, presso il centro civico della città.
Nel 1978 la Galleria Internazionale di Varese ha organizzato un'ampia antologica.